# نشان آنانیا شیراکاتسی

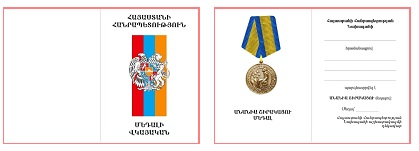

نشان آنانیا شیراکاتسی (ارمنی: Անանիա Շիրակացու մեդալ; انگلیسی: Anania Shirakatsi Medal نشان درجه یک علمی که از طرف ریاست‌جمهوری ارمنستان به افرادی که اختراعات، اکتشافات یا نوآوری‌های برجسته‌ای در زمینه‌های اقتصادی، معماری، علم و فناوری نموده‌اند اعطا می‌شود. این نشان در تاریخ ۲۳ ژوئیه ۱۹۹۳ بنیانگذاری شده است و به یاد آنانیا شیراکاتسی دانشمند دوره قرون وسطی ارمنی نامگذاری شده است.

## اهدای جایزه
از سال ۱۹۹۳ تا کنون ۲۸۱ تن آنانیا شیراکاتسی را دریافت کرده‌اند از میان آنها ۲۵۳ تن شهروند ارمنستان و ۲۷ تن نیز از شهروندان سایر کشورها بوده‌اند:
- (۸ تن)
- (۶ تن)
- (۵ تن)
- (۱ تن)
- (۱ تن)
- (۱ تن)
- (۱ تن)
- (۱ تن)
- (۱ تن)
- (۱ تن)

## برخی از برندگان
- آکوپ ترزان
- مگردیچ تومانیان (۲۰۱۱)
- داویت سارگسیان (۲۰۱۳)
- نارک سارگسیان (۲۰۱۵)
- هوویک آبراهامیان
- کارن کاراپتیان
- ویکتور یانوکویچ
- آرتور چیلینگاروف
- آرمن موسیسیان